# Mönchberg
Mönchberg ist ein Markt im unterfränkischen Landkreis Miltenberg, der Sitz der Verwaltungsgemeinschaft Mönchberg und ein staatlich anerkannter Luftkurort.

## Geographie

### Geographische Lage
Die Gemeinde liegt im bayerischen Teil des Spessarts, 13 km von der Kreisstadt Miltenberg, 30 km von Aschaffenburg, 69 km von Frankfurt am Main und 76 km von Würzburg entfernt. Der topographisch höchste Punkt der Gemeinde befindet sich mit 512 m ü. NHN (Lage) auf dem Gipfel des Geiersberges südöstlich von Mönchberg, der niedrigste liegt am Aubach an der Braunwarthsmühle auf 174 m ü. NHN (Lage).

### Gemeindegliederung
Es gibt zwei Gemeindeteile (in Klammern ist der Siedlungstyp angegeben):
- Mönchberg (Hauptort)
- Schmachtenberg (Pfarrdorf)

### Nachbargemeinden
| Markt Elsenfeld                                  | Markt Eschau                                |                     |
| Städte Erlenbach am Main und Klingenberg am Main | Kompassrose, die auf Nachbargemeinden zeigt | Gemeinde Collenberg |
|                                                  | Gemeinde Röllbach                           |                     |

Nachbargemeinden sind im Westen Klingenberg und Erlenbach (mit den Ortsteilen Mechenhard und Streit), im Norden Eschau, im Osten Collenberg (am Main gelegen) und unmittelbar angrenzend im Süden Röllbach.

## Name

### Etymologie
Es wird fälschlicherweise oft angenommen, dass der Name Mönchberg etwas mit einem Mönch und einem Berg zu tun hat. Er setzt sich aber aus den alten Wörtern Manno und gebûr zusammen. Das mittelhochdeutsche Wort gebûr bedeutet Häuser oder Gebäude. Manno ist ein sehr alter Personenname. Mannogebûr sind demnach die Häuser des Manno.

### Frühere Schreibweisen
Frühere Schreibweisen des Ortes aus diversen historischen Karten und Urkunden:
| - 1150 Mangeburnen - 1250 Mennegebuer - 1272 Menigebure - 1287 Mengebur - 1300 Mangebur | - 1345 Meingebur - 1367 Menegebur - 1396 Mengwer - 1594 Meingswert - 1668 Mönchberg |

## Geschichte

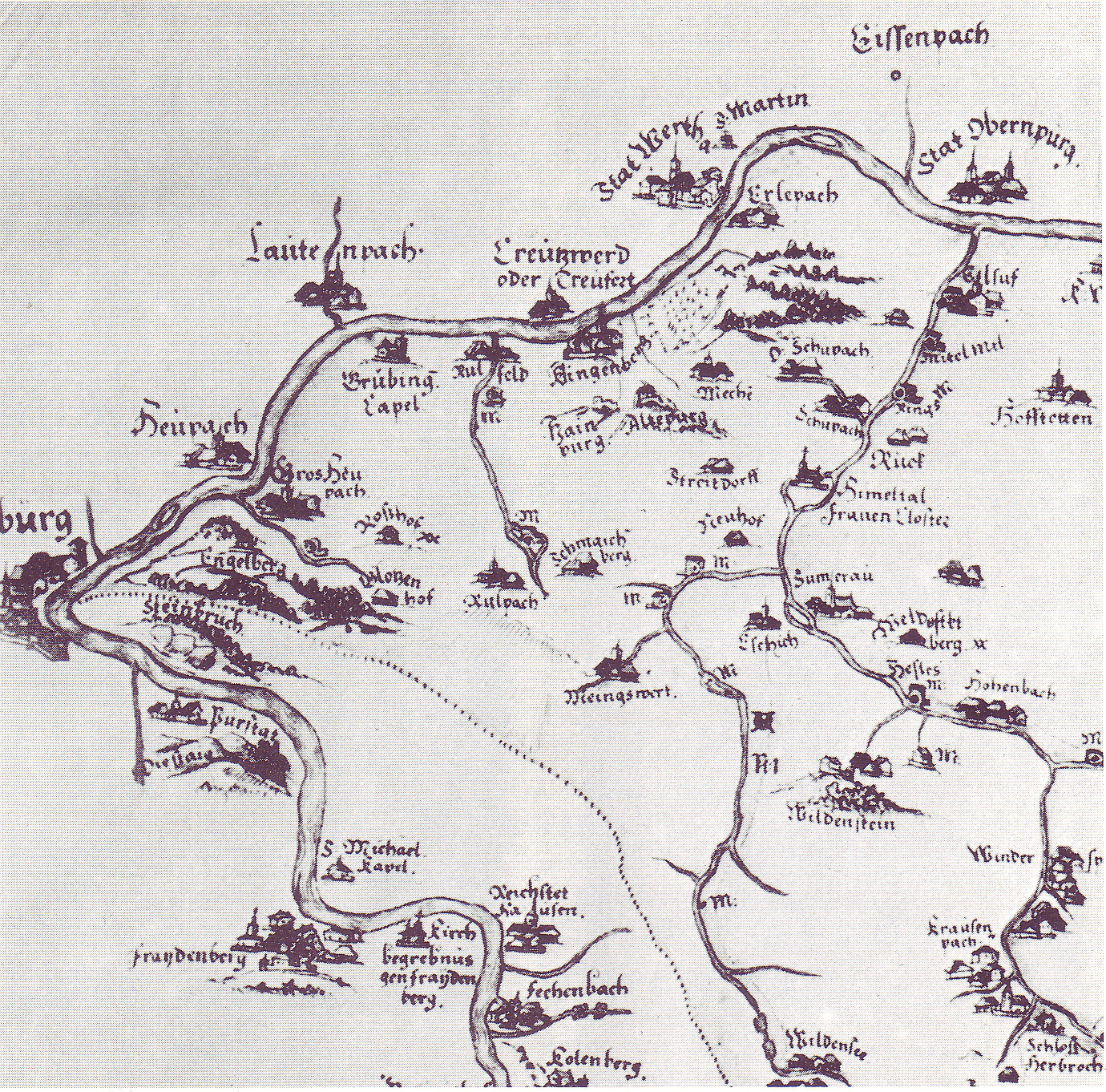
Mönchberg („Meingswert“) in der Spessartkarte von Paul Pfinzing von 1594 (Norden ist rechts)

Wann der Ort entstanden ist, kann heute nicht mehr rekonstruiert werden. Der Ortsname deutet jedoch auf eine alte fränkische Siedlung hin. Der Ort war ursprünglich (circa 800 n. Chr.) eine Poststation auf dem Weg von Würzburg über Wertheim nach Aschaffenburg. Mit dem Namen Manno Gebur ist das Gebäude des Manno, des ersten Besitzers dieser Station, gemeint. Die dort gegründete Burg Mennegebühr bzw. Mengeburen wird erstmals in einer Urkunde im Jahr 1215 erwähnt und der gleichnamige Ort 1250. Etwa 800 Jahre gehörte der Ort zu Kurmainz. 1401 hatte Mönchberg bereits eine eigene Pfarrei mit einer eigenen Kirche. Im Mittelalter ermächtigte Kaiser Karl IV. den Erzbischof Gerlach zu Mainz dem Dorf das Stadtrecht mit eigener Gerichtsbarkeit zu verleihen. Gleichzeitig bekam Mönchberg das Recht, eine Stadtbefestigung zu errichten, außerdem Marktrechte. Wohlstand erwarb sich der Ort am Spessart durch Forstwirtschaft und Handwerk. Wegen der abgelegenen Lage (abseits der Handelswege und Siedlungsgebiete am Main) konnte sich Mönchberg jedoch letztendlich nicht weiterentwickeln, sodass das Stadtrecht, das heute grundsätzlich nur für Gemeinden über 5000 Einwohner vergeben wird, wieder abgegeben werden musste. Das Marktrecht blieb hingegen bestehen.
Nach dem Ende des Mainzer Kurfürstentums lagen Mönchberg und Schmachtenberg von 1803 bis 1810 im Fürstentum Aschaffenburg und kamen mit diesem 1810 an das Großherzogtum Frankfurt, wo sie in der Districtsmairie Klingenberg des Departements Aschaffenburg lagen. 1812 hatte Mönchberg mit seinen drei Mühlen 184 Feuerstellen für seine 1128 Einwohner, während Schmachtenberg für seine 297 Einwohner 54 Feuerstellen  zählte. Maire von Mönchberg war damals Franz Schmitt; sein Adjunct Valentin Reinfurt. Der Maire von Schmachtenberg hieß Adam Scholz und sein Adjunct war Franz Becker. Pfarrer von Mönchberg war in dieser Zeit Jacob Schick.
Infolge des Pariser Vertrages vom 3. Juni 1814 kamen Mönchberg und Schmachtenberg am 26. Juni 1814 zur Krone Bayern, wo sie ab 1. Oktober 1814 zum Landgericht älterer Ordnung Klingenberg gehörten, das hinwieder ab 1817 im neu gegründeten Untermainkreis lag.
Im Jahr 1862 wurde aus den Landgerichten älterer Ordnung Obernburg und Klingenberg das Bezirksamt Obernburg gebildet, auf dessen Verwaltungsgebiet Mönchberg und Schmachtenberg von da an lagen. Wie überall im Deutschen Reich wurde 1939 für die Bezirksämter die Bezeichnung Landkreis eingeführt. Mönchberg und Schmachtenberg gehörten nun zu den 35 Gemeinden im Landkreis Obernburg am Main. Mit der Auflösung des Landkreises Obernburg kamen Mönchberg und Schmachtenberg am 1. Juli 1972 in den neu gebildeten Landkreis Miltenberg. Am 1. Mai 1978 wurde die Gemeinde Schmachtenberg nach Mönchberg eingemeindet.
Heute ist im Gemeindeteil Mönchberg noch die alte Stadtmauer erhalten, die man zum Beispiel am Musikpavillon im Rosengarten sehen kann. Die letzten Reste der Burg wurden dagegen 1968 abgerissen. Der Ort hat zahlreiche mittelalterliche Gebäude und Fachwerkhäuser. An der Hauptstraße steht einer der ältesten Bildstöcke am Untermain. Dieser wird in die Mitte des 15. Jahrhunderts datiert und enthält im Schaft eine Darstellung des Heiligen Martin, was darauf hindeutet, dass Mönchberg zu der Urpfarrei St. Martin in Wörth gehörte.
Der Ort besitzt eine von Baumeister Johann Martin Schmitt aus Miltenberg, gebaute barocke Pfarrkirche. Die Grundsteinlegung war im Jahr 1749. Das Gotteshaus besitzt eine barocke Ausstattung, die sich zu großen Teilen im Originalzustand befindet und insbesondere 1899 durch verschiedene Ausstattungsmerkmale ergänzt wurde.

### Einwohnerentwicklung
Im Zeitraum 1988 bis 2018 stieg die Einwohnerzahl von 2342 auf 2562 um 220 Einwohner bzw. um 9,4 %.
Quelle: BayLfStat

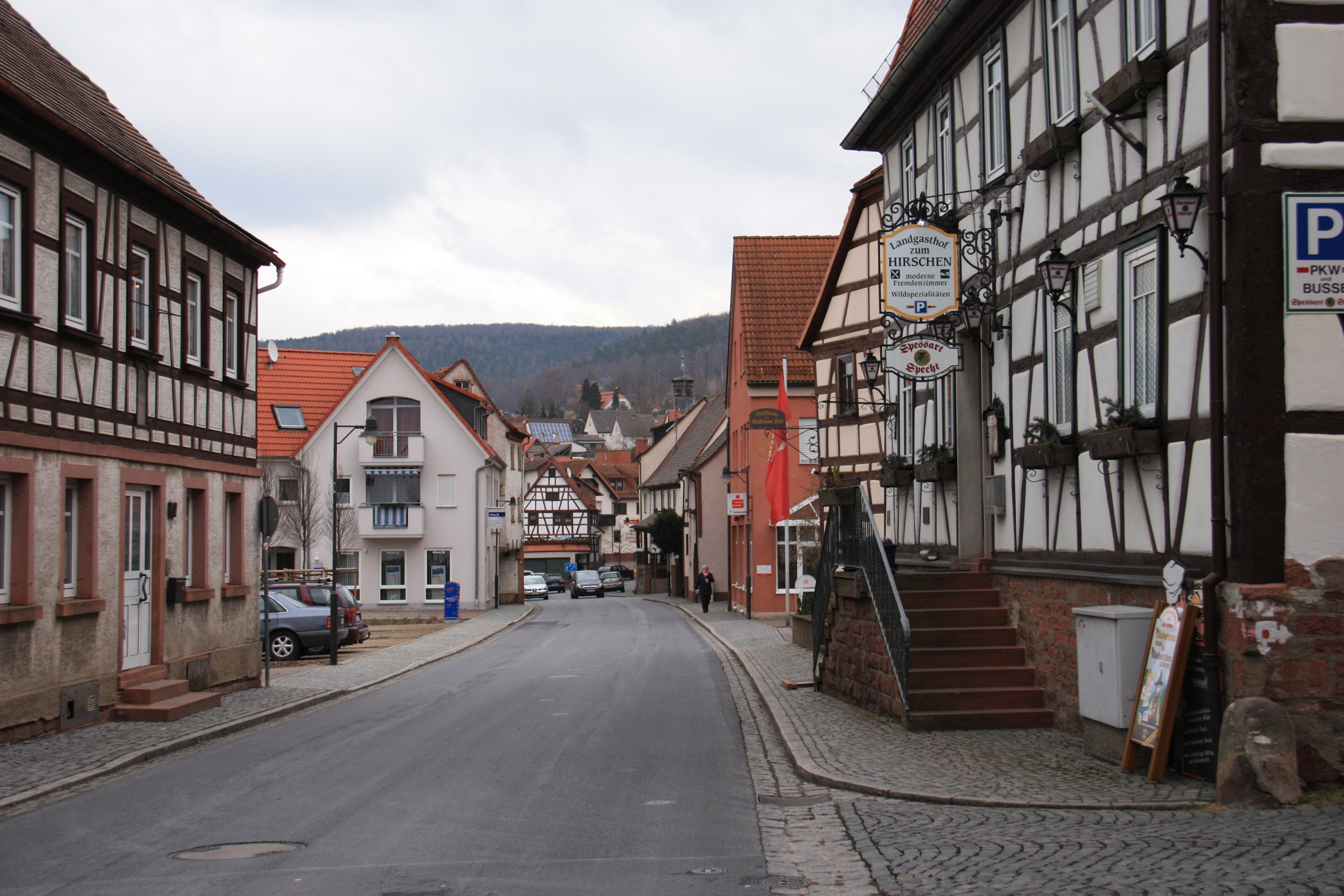
Hauptstraße
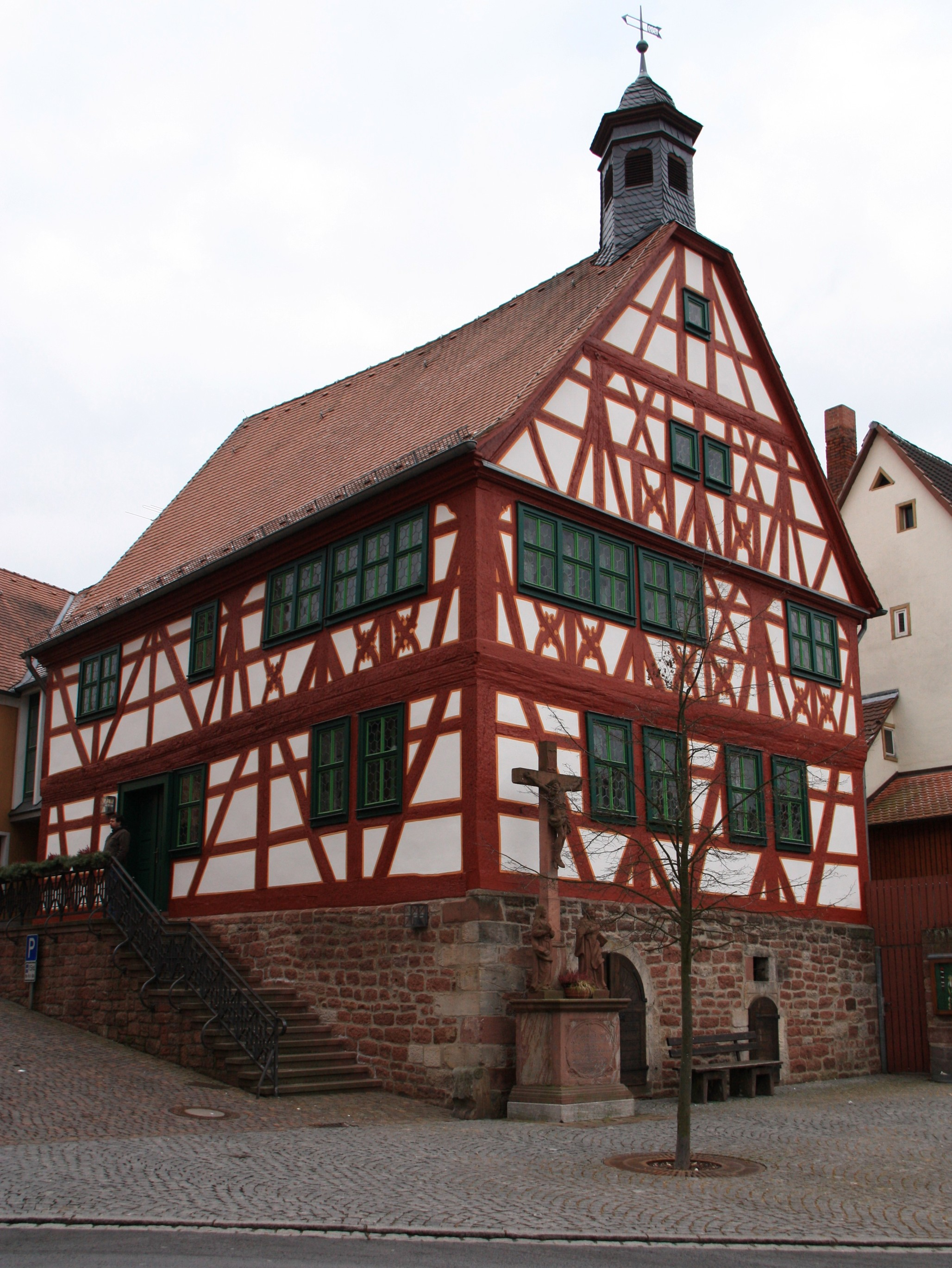
Altes Rathaus
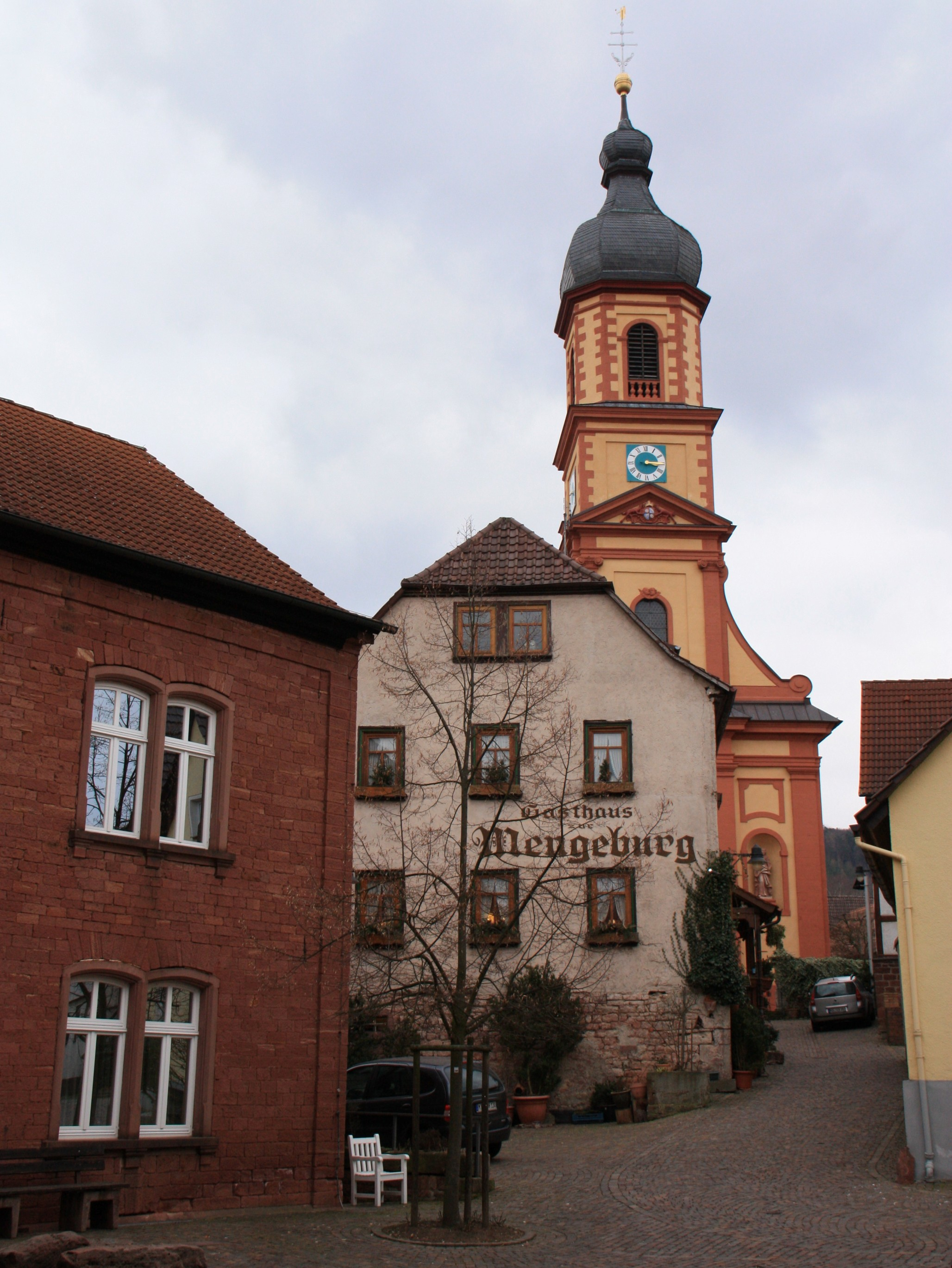
Kirche St. Johannes der Täufer
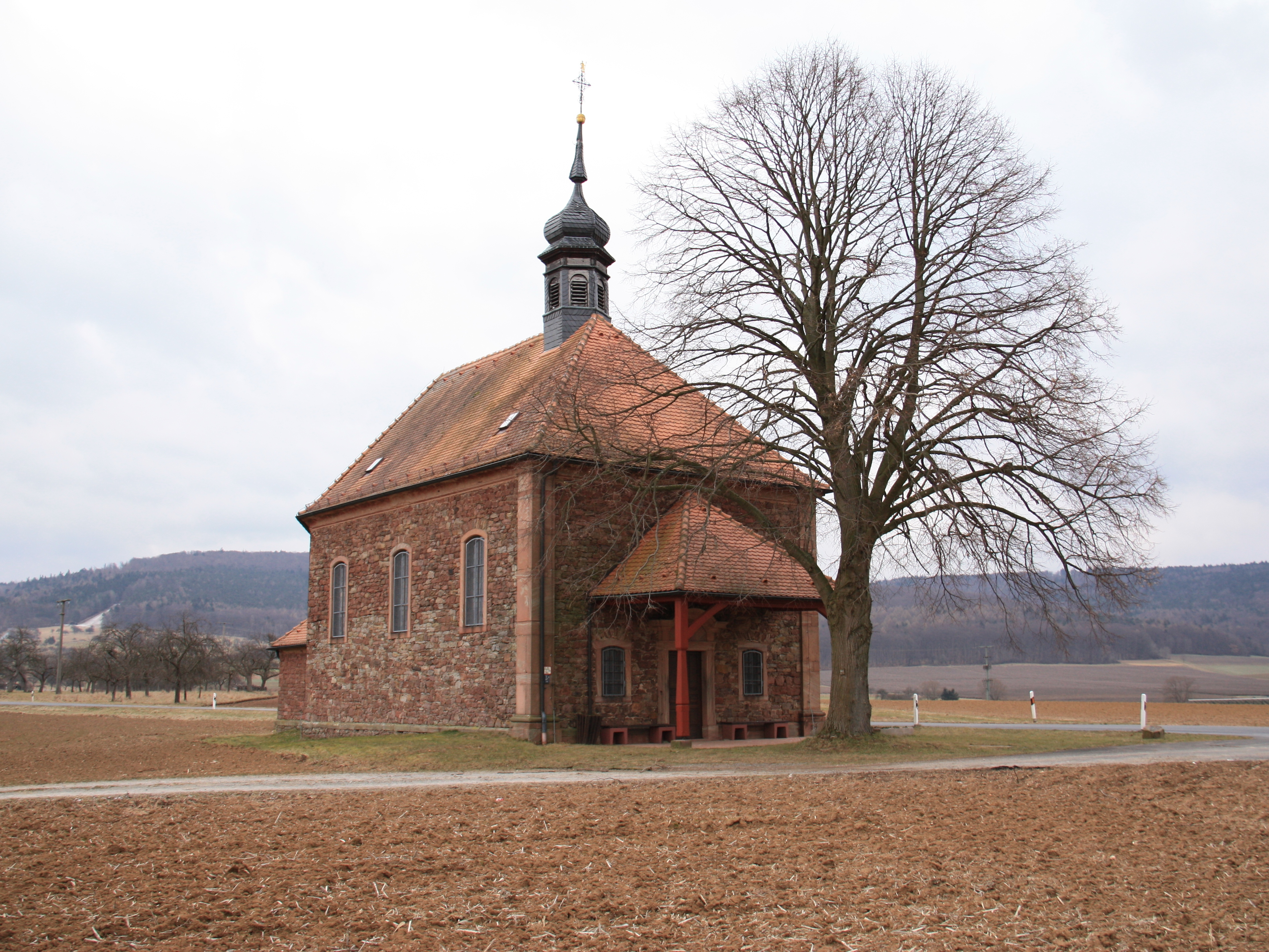
Wendelinuskapelle

## Politik

### Gemeinderat
Der Gemeinderat besteht aus 14 Mitgliedern, die sich auf folgende Parteien und Wählergruppen aufteilen:
- Bürgerblock Mönchberg: 7
- WGS: 2
- CSU: 5

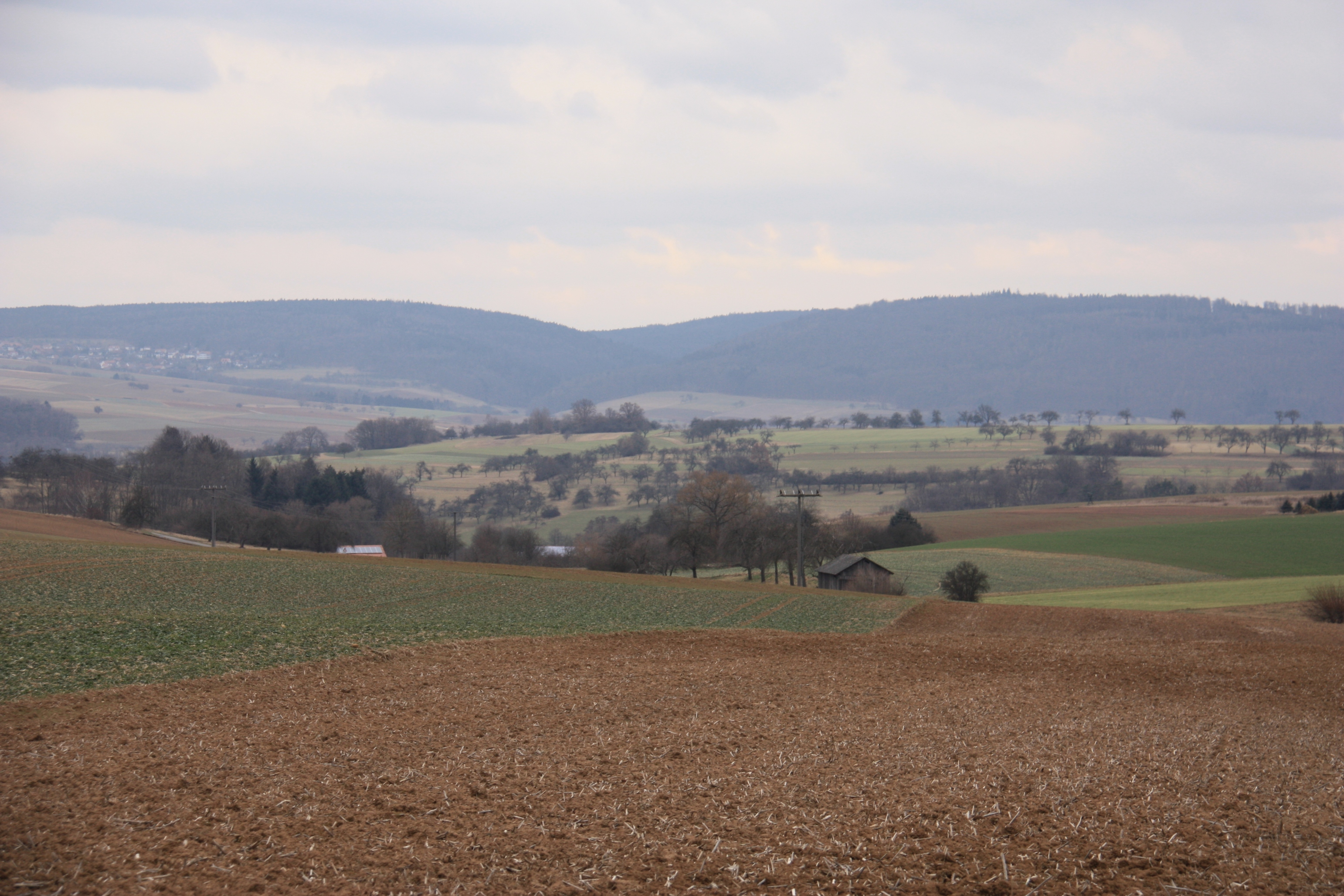
Landschaft bei Mönchberg

Die Sitzverteilung ist unverändert wie in der vorausgehenden Amtszeit 2014–2020.

### Bürgermeister
Bernd Wetzel (Parteilos) ist seit Januar 2024 Erster Bürgermeister, dieser wurde am 28. Januar 2024  54,41 Prozent der Stimmen für sechs Jahre gewählt und löst somit den 2. Bürgermeister Eberhard Heider ab, welcher die Geschäfte bis zur Neuwahl leitete. Anlass der Neuwahlen waren die Wahl des damaligen 1. Bürgermeisters Thomas Zöller in den Landtag.

## Wappen
| Wappen von Mönchberg | Blasonierung: „Gespalten von Silber und Rot; vorne ein Sponton (Halbpike) mit blauem Blatt, goldener Quaste und schwarzem Schaft; hinten unter einer goldenen Laubkrone ein sechsspeichiges silbernes Rad.“ |
| Wappen von Mönchberg | |

## Baudenkmäler
- Rathaus (Mönchberg)

## Freizeit und Tourismus
Von großer Bedeutung für die Region und ein Hauptanziehungspunkt des Marktes, ist das 1992 renovierte und beheizte Freibad – „Spessartbad“ genannt. Weitere Freizeitmöglichkeiten bieten öffentliche Tennisplätze, ein Musikpavillon und eine Wassertretanlage.
Durch die Anerkennung als Luftkurort und durch die Lage im Spessart ist Mönchberg ein beliebtes Ziel für Wanderer und Touristen. Es bestehen 90 km ausgewiesene Wanderwege im Gemeindegebiet und Umgebung.
Außerdem liegen zahlreiche Ausflugsziele in der Nähe, wie etwa das Wasserschloss Mespelbrunn, die Kreisstadt Miltenberg und der Weinort Klingenberg.

## Kurioses
Die Mönchberger sind für ihre Gesetzestreue bekannt. Sie beriefen sich in der Vergangenheit immer wieder auf ihre alten Rechte (Weisthum von 1396). Man sagte den Mönchberger Bauern nach, „sie hätten das Gesetzbuch am Pflug hängen“. Das brachte den Mönchbergern den Spitznamen – Ortsnecknamen „Gesetzbücher“ ein.
In Mönchberg wurde 1987 eine Theatergruppe gegründet, die sich „Die Gesetzbücher“ nennt.

## Persönlichkeiten
- Johann Philipp Janson (1707–1758), katholischer Pfarrer im Erzbistum Mainz, Erbauer der Barockkirche St. Johannes der Täufer in Mönchberg
- Anton von Scholz (1829–1908), katholischer Theologe und Seelsorger, u. a. Hochschullehrer und Rektor an der Julius-Maximilians-Universität Würzburg, geboren in Schmachtenberg
- Raimund Weis, Ehrenbürger und Altbürgermeister